# Pallidochromis
Pallidochromis is een monotypisch geslacht van straalvinnige vissen uit de familie van de cichliden (Cichlidae).

## Soort
- Pallidochromis tokolosh Turner, 1994